# 2743 Chengdu
2743 Chengdu eller 1965 WR är en asteroid i huvudbältet som upptäcktes den 21 november 1965 av Purple Mountain-observatoriet i Nanjing, Kina. Den är uppkallad efter den kinesiska staden Chengdu.
Asteroiden har en diameter på ungefär 18 kilometer och den tillhör asteroidgruppen Eunomia.